# Danao (Bohol)
Danao is een gemeente in de Filipijnse provincie Bohol op het gelijknamige eiland. Bij de laatste census in 2010 telde de gemeente bijna 18 duizend inwoners.

## Geografie

### Bestuurlijke indeling
Danao is onderverdeeld in de volgende 17 barangays:
| - Cabatuan - Cantubod - Carbon - Concepcion - Dagohoy - Hibale - Magtangtang - Nahud - Poblacion | - Remedios - San Carlos - San Miguel - Santa Fe - Santo Niño - Tabok - Taming - Villa Anunciado |

## Demografie
Danao had bij de census van 2010 een inwoneraantal van 17.952 mensen. Dit waren 236 mensen (1,3%) meer dan bij de vorige census van 2007. Ten opzichte van de census van 2000 was het aantal inwoners gegroeid met 687 mensen (4,0%). De gemiddelde jaarlijkse groei in die periode kwam daarmee uit op 0,39%, hetgeen lager was dan het landelijk jaarlijks gemiddelde over deze periode (1,90%).

De bevolkingsdichtheid van Danao was ten tijde van de laatste census, met 17.952 inwoners op 162,76 km², 110,3 mensen per km².